# Río Marta (Kubán)
El río Marta (del ruso: Мартa) es un río del krai de Krasnodar y la república de Adiguesia, en Rusia, afluente del río Kubán.

## Curso
Tiene una longitud de 68 km y una cuenca de 726 km². Nace 5 km al norte de Transportni (44°34′18″N 39°20′11″E / 44.57167, 39.33639), en el krai de Krasnodar. Discurre en general dirección al norte atravesando en el territorio del krai de Krasnodar las localidades de Imerétinskaya, Martanskaya y Krasni Vostok; y, en la república de Adiguesia, Asokolái y Krásnoye, desembocando poco después en los alrededores de Neshukái (44°56′53″N 39°23′50″E / 44.94806, 39.39722) en un golfo del embalse de Krasnodar en el que se encuentran Dzhidzhijabl, Pshikuijabl, Necherezi, Kolos y Tauijabl, y en el que también desemboca en río Apchas.